# قائمة مزودي الدورات التدريبية المفتوحة على الإنترنت
فيما يلي قائمة بمقدمي الدورات التدريبية المفتوحة على الإنترنت (MOOCs) في جميع أنحاء العالم.
| الاسم                                                   | الموضوعات | المستوى التعليمي                                               | التكلفة                                                       | لغات الدورات المتاحة | المزودون         | النوع                                                 | التأسيس | المقر الرئيسي    |
| اليسون                                                  | تكنولوجيا المعلومات، اللغة، العلوم، الصحة، العلوم الإنسانية، تطوير البرمجيات، التسويق، الأعمال التجارية، الرياضيات، أسلوب الحياة، الرعاية الصحية، علوم الحياة، العمليات، المهن الماهرة، المالية                     |                                                                | مجانا                                                         | | اليسون           | تجاري                                                 | 2007    | ايرلندا          |
| إنستركتشر                                               | اللغات، وكيفية استخدام نموذج كانفاس | K12، التعليم العالي                                            | مجانا                                                         | | شركة إنستركتشر   | تجاري                                                 | 2008    | الولايات المتحدة |
| كورسيرا                                                 | الأعمال والإدارة، تكنولوجيا المعلومات، اللغات، الفنون الإبداعية والإعلام، الرعاية الصحية، الطب، التاريخ، القانون، الأدب، الطبيعة، البيئة، السياسة، المجتمع، علم النفس، العلوم، الهندسة، الرياضيات، التعليم والتدريس |                                                                | معظم الدورات مجانية للتدقيق، وشهادات بأسعار مختلفة            | الإنجليزية، الهندية، الإسبانية، الفرنسية، الصينية، العربية، الروسية، البرتغالية، التركية، الأوكرانية، العبرية، الألمانية، الإيطالية                                                                               |                  | تجاري                                                 | 2012    | الولايات المتحدة |
| إيديكس                                                  | الأعمال والإدارة، تكنولوجيا المعلومات، اللغات، الفنون الإبداعية والإعلام، الرعاية الصحية، الطب، التاريخ، القانون، الأدب، الطبيعة، البيئة، السياسة، المجتمع، علم النفس، العلوم، الهندسة، الرياضيات، التعليم والتدريس |                                                                | مجاني (رسوم الشهادة)                                          | الإنجليزية، الإسبانية، الفرنسية، الماندرين، الإيطالية، الروسية، الصينية المبسطة، الألمانية، البرتغالية، اليابانية، العربية، الهولندية، الكورية، التركية، التبتية، الصينية التقليدية، الهندية، المجرية، الفيتنامية |                  | تجاري                                                 | 2012    | الولايات المتحدة |
| فيوتشر لرن                                              | الأعمال والإدارة، تكنولوجيا المعلومات، اللغات، الفنون الإبداعية والإعلام، الرعاية الصحية، الطب، التاريخ، القانون، الأدب، الطبيعة، البيئة، السياسة، المجتمع، علم النفس، العلوم، الهندسة، الرياضيات، التعليم والتدريس |                                                                | حرية الوصول إلى الدورات، وشهادة مدفوعة                        | |                  | تجاري                                                 | 2012    | المملكة المتحدة  |
| الدورات الكبرى                                          | حياة أفضل، اقتصاد وتمويل، الفنون الجميلة، المدرسة الثانوية، التاريخ، الأدب واللغة، الرياضيات، الموسيقى، الفلسفة والتاريخ الفكري، المهني، الدين، العلوم                                                              | مستوي جامعي                                                    | مدفوع                                                         | الإنجليزية | الشركة التدريسية | تجاري إما شراء لكل دورة أو اشتراك متدفق لدورات متعددة | 1990    | الولايات المتحدة |
| آيفيرستي                                                | الأعمال والإدارة، تكنولوجيا المعلومات، اللغات، الفنون الإبداعية والإعلام، الرعاية الصحية، الطب، التاريخ، القانون، الأدب، الطبيعة، البيئة، السياسة، المجتمع، علم النفس، العلوم، الهندسة، الرياضيات، التعليم والتدريس |                                                                | دورات مجانية ومدفوعة                                          | الانجليزية |                  | تجارية                                                | 2013    | الاتحاد الأوربي  |
| كاديزنزي                                                | فنون، تصوير فوتوغرافي |                                                                | مجاني                                                         | الانجليزية |                  | تجاري                                                 | 2006    | الولايات المتحدة |
| أكاديمية خان                                            | تعليم عام | تعليم طفولة مبكرة لغاية المستوى الجامعي                        |                                                               | | أكاديمية خان     | غير ربحية                                             | 2006    | الولايات المتحدة |
| لينكد ان ليرننج                                         | أعمال، تكنولوجيا |                                                                | نسخة تجريبية مجانية ثم اشتراك                                 | الانجليزية |                  | تجاري                                                 | 1995    | الولايات المتحدة |
| المناهج التعليمية المفتوحة لمعهد ماساتشوستس للتكنولوجيا | الأعمال والإدارة، تكنولوجيا المعلومات، اللغات، الفنون الإبداعية والإعلام، الرعاية الصحية، الطب، التاريخ، القانون، الأدب، الطبيعة، البيئة، السياسة، المجتمع، علم النفس، العلوم، المهندس، الرياضيات، التعليم والتدريس | مستوى الكلية / الجامعة                                         | مجانا                                                         | الانجليزية | MIT              |                                                       | 2001    | الولايات المتحدة |
| الصفوف المفتوحة                                         | تكنولوجيا المعلومات والأعمال والإدارة والعلوم والهندسة والرياضيات |                                                                | دورات مجانية ومدفوعة                                          | الانجليزية |                  | تجاري                                                 | 2007    | فرنسا            |
| دورات HPIالمفتوحة                                       | تكنولوجيا المعلومات |                                                                | مجاني، تكلفة الشهادة                                          | الانجليزية،الصينية، الالمانية، الاسبانية |                  | غير متاح                                              | 2012    | ألمانيا          |
| التعليم المفتوح                                         | الأعمال والإدارة، تكنولوجيا المعلومات، اللغات، الفنون الإبداعية والإعلام، الرعاية الصحية، الطب، التاريخ، القانون، الأدب، الطبيعة، البيئة، السياسة، المجتمع، علم النفس، العلوم، المهندس، الرياضيات، التعليم والتدريس | التعليم العالي ، K12                                           | دورات مجانية ومدفوعة                                          | عدة لغات |                  | تجاري                                                 | 2012    | استراليا         |
| دورات SAP                                               | دورات تطبيقات ومنتجات الأنظمة |                                                                | مجانا                                                         | الالمانية، الانجليزية، الفرنسية، الصينية |                  | غير ربحية                                             | 2013    | المانيا          |
| الجامعات المفتوحة استراليا                              | الأعمال والإدارة، تكنولوجيا المعلومات، اللغات، الفنون الإبداعية والإعلام، الرعاية الصحية، الطب، التاري، القانون، الأدب، الطبيعة، البيئة، السياسة، المجتمع، علم النفس، العلوم، الهندسة، الرياضيات، التعليم والتدريس  | كلية، جامعة                                                    | مدفوعة                                                        | الانجليزية |                  | تجاري                                                 | 2013    | استراليا         |
| أكاديمية شاو                                            | الأعمال والإدارة، تكنولوجيا المعلومات، اللغات، الفنون الإبداعية والإعلام، الرعاية الصحية، الطب، التاريخ، القانون، الأدب، الطبيعة، البيئة، السياسة، المجتمع، علم النفس، العلوم، الهندسة، الرياضيات، التعليم والتدريس | تعليم عالي                                                     | ثم دفع نسخة تجريبية مجانية                                    | الانجليزية |                  | تجاري                                                 | 2013    | ايرلندا          |
| ستانفورد اونلاين                                        | تصميم الابتكار والتفكير، الأمن السيبراني، الذكاء الاصطناعي، القيادة، الصحة، الطب، البيئة، الطاقة، الفنون، العلوم الإنسانية، التعليم                                                                                 | جامعة                                                          | دورات مجانية ثم مدفوعة                                        | الانجليزية |                  | غير ربحية                                             | 2006    | الولايات المتحدة |
| سوايام                                                  | العلوم والهندسة والعلوم الإنسانية والفنون |                                                                | مجاني (رسوم الامتحانات والشهادة)                              | الانجليزية والهندية |                  | غير ربحية                                             | 2017    | الهند            |
| أوداسيتي (منظمة)                                        | تكنولوجيا المعلومات، والأعمال التجارية، وإدارة المنتجات والوظيفة |                                                                | دورات مجانية ومدفوعة                                          | الانجليزية |                  | تجارية                                                | 2012    | الولايات المتحدة |
| يوديمي                                                  | متنوع | أي شيء من البرنامج التعليمي التمهيدي إلى مسار الشهادات المهنية | مدفوع (محتوى أطول من ساعتين) ، يحدده المعلم (المحتوى ≤ ساعتان | متنوعة |                  | تجاري                                                 | 2010    | الولايات المتحدة |

## لم تعد متاحة
- كورسموس
- الاكاديمية